# Antipodochlora
Antipodochlora é um género de libelinha da família Corduliidae.
Este género contém as seguintes espécies:
- Antipodochlora braueri